# Braunsdorf, Auma-Weidatal
Braunsdorf är en ortsteil i kommunen Auma-Weidatal i i Landkreis Greiz i förbundslandet Thüringen i Tyskland. Braunsdorf, Auma-Weidatal var en kommun fram till 1 december 2011 när den uppgick i Auma-Weidatal. Kommunen Braunsdorf hade 230 invånare 2011.